# Régiment de Limousin
Le régiment de Limousin, également appelé régiment de Limosin, est un régiment d'infanterie du royaume de France, créé en 1635 sous le nom de régiment de Calvisson devenu sous la Révolution le 42e régiment d'infanterie de ligne.

## Création et différentes dénominations
- 20 mars 1635 : création du régiment de Calvisson
- 18 octobre 1638 : renommé régiment de Montpezat
- 15 juin 1684 : renommé régiment de Limousin, au nom de cette province
- 1er janvier 1791 : devient le 42e régiment d'infanterie de ligne

## Colonels et mestres de camp
Régiment de Calvisson
- 20 mars 1635 : N. de Louet, marquis de Calvisson[1]

Régiment de Montpezat
- 18 octobre 1638 : Jean François de Trémollet de Buccelli, baron puis marquis de Montpezat[2]
- 26 avril 1674 : Jean François de Trémollet de Buccelli, marquis de Monpezat[3],[4]

Régiment de Limousin
- 26 mai 1684 : Louis de La Palud, comte de Meilly, puis comte de Bouligneux[5]
- janvier 1703 : N. du Bois, marquis de Givry
- 8 avril 1706 : Nicolas Léon Phelippes de La Houssaye[6]
- 10 mars 1734 : Louis Jules Barbon Mancini Mazzarini, duc de Nivernais[7]
- 6 avril 1744 : Anne Louis Alexandre de Montmorency, prince de Robecque
- 10 février 1759 : Joseph Roger de Verdusant, marquis de Miran
- 20 février 1761 : Anne Louis Alexandre de Montmorency, marquis de Robecq
- 1er décembre 1762 : Louis Étienne François, comte de Damas-Crux[8]
- 13 avril 1780 : Louis Gabriel Bruyères, vicomte de Chalabre
- 12 mars 1780 : François Henri, comte de Virieu
- 21 octobre 1791 : Joseph de Buonavita
- 23 novembre 1791 : Jean-Christophe Louis Frédéric Ignace de Closen

## Historique des garnisons, combats et batailles du régiment

### Régiment de Calvisson (1635-1638)
Ce régiment fut levé par le marquis de Calvisson, qui en eut commission le 20 mars 1635. Le marquis de Calvisson avait déjà levé un régiment d'hommes de pied en 1622. Il demeure bien entendu que le corps de 1635 prétendait être la continuation de celui de 1622.

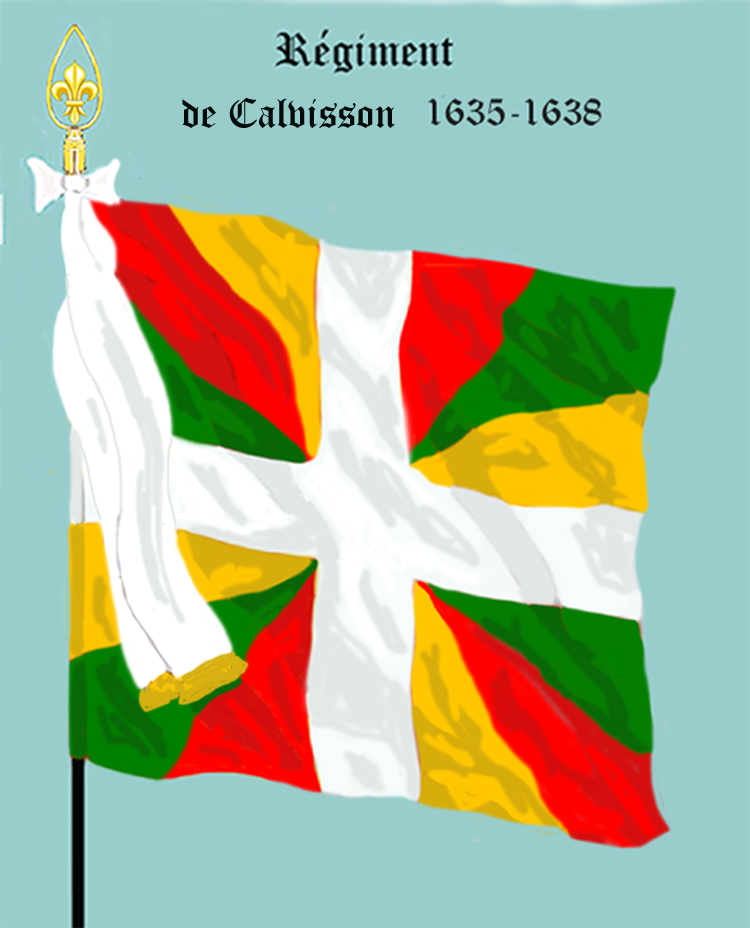
Régiment de Calvisson de 1635 à 1638

#### Guerre franco-espagnole et guerre de Trente Ans
Le régiment de Calvisson fit sa première campagne en Italie dès l'année 1635 au début de la guerre franco-espagnole, durant la guerre de Trente Ans. Il prit part au siège de Valenza, à la prise de Candia et à celle du château de Sartirane.
Le 22 juin 1636, il montra une grande bravoure au combat de Buffalora (it) (Buffalora (it)) , et mérita d'être cité parmi les corps qui se distinguèrent le plus.
En 1637, le régiment contribua à la défense d'Asti, et se fit encore remarquer, à côté du régiment de Lyonnais, au combat de Montebaldone livré aux troupes du duc de Modène.
En 1638, il marcha au secours de Brema et de Verceil, et il prit le nom de régiment de Montpezat du nom de son maréchal de camp.

### Régiment de Montpezat (1638-1684)

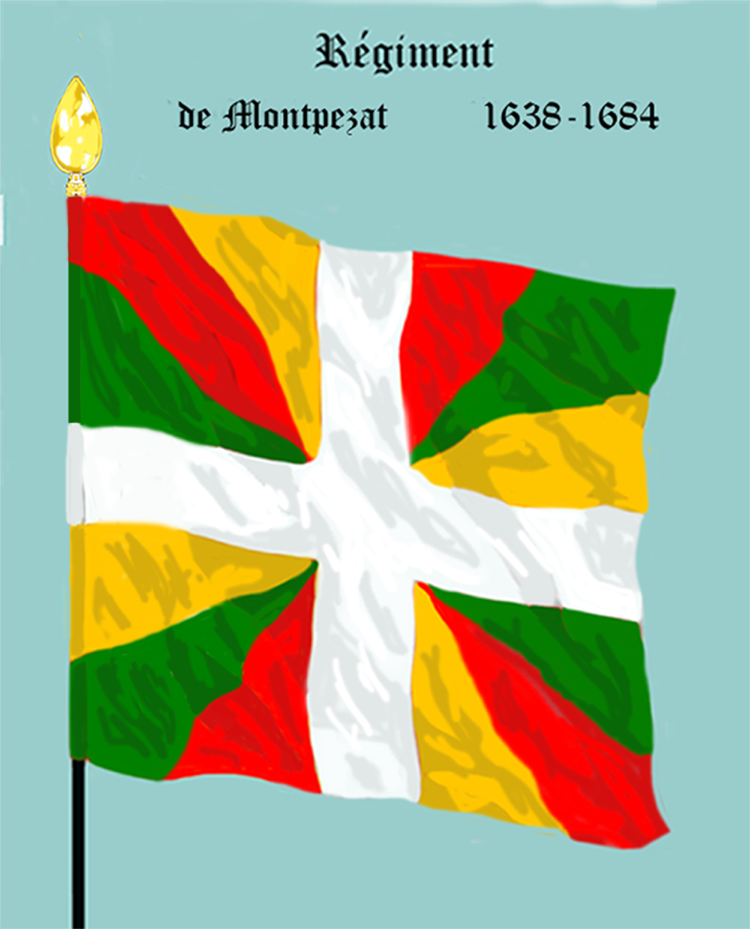
régiment de Montpezat de 1638 à 1684

#### Guerre de Trente Ans et Guerre franco-espagnole
En 1639, on trouve le régiment à l'attaque des retranchements de Cencio, au secours de Casal, à la reprise de Chivasso et au combat de la route de Quiers. Au mois de décembre, pendant qu'il se rendait de Coni à Cherasco, il fut attaqué par trois compagnies de carabins du cardinal de Savoie et les tailla en pièces.
En mai 1640, le régiment de Montpezat se distingue à l'affaire de Cherasco. Il se rend ensuite au siège de Turin. Il ne prend aucune part à la journée du 11 juillet, où les Espagnols attaquent nos lignes; mais, le 8 septembre, l'ennemi s'étant emparé par surprise de la redoute de la Roquette, le régiment, qui était de garde à la tranchée, accourt et le chasse après un vigoureux combat.
Le corps montre la même valeur, en 1641, au siège d'Ivrée, à la levée du siège de Chivasso et à la prise de Coni, et termine cette campagne par l'attaque du château de Demonte.
En novembre 1642, il est au siège du château de Tortone, qui capitule le 25, au moment où il allait monter à l'assaut avec les régiments de Nérestang et de Villandry.
En 1643,le régiment de Montpezat assiège Trino, et se couvre de gloire à l'assaut de la demi-lune, le 8 septembre.
Le 11 juillet 1644, le régiment investit pour la seconde fois le château de Sartirane qui capitule immédiatement. Il se rend de là au siège de Santia, où, le 24 août, il repousse énergiquement une sortie.
En 1645, le régiment de Montpezat était passé à l'armée de Catalogne. Il fit sur cette frontière le siège de Balaguer, et se distingua, le 12 août, en battant avec Champagne un secours qui voulait entrer dans la place. Retourné en Piémont à la fin de ce même mois, il contribua à la prise de la Rocca de Vigevano, et se trouva, le 19 octobre, au combat du passage de la Mora.
Au mois de septembre 1646, il fit partie du corps d'armée qui s'embarqua avec le maréchal du Plessis-Praslin pour l'expédition dirigée contre les présides d'Italie. Il contribua ainsi, le 9 octobre, à la prise de Piombino, et peu après au siège de Portolongone, dans l'île d'Elbe. Après sa prise, au mois de novembre, le régiment se rembarqua et fut dirigé sur la Catalogne, où il servit au long siège de Lérida.
Il revint en Italie à la fin de 1647, et il retourna, en 1648, en Catalogne, pour le Siège de Tortose (1648).
Il demeura encore en Espagne pendant la campagne de 1649, après laquelle il se rendit à Casal, dans le Montferrat, où il devait rester en garnison.
Les troubles de la province de Guyenne le firent rappeler en France en janvier 1651. Il servit, pendant cette campagne et une partie de la suivante, contre les mécontents, et il était de retour en Piémont en septembre 1652. Il fut alors placé sous les ordres du prince Thomas de Savoie.
En 1653, il fut appelé en Roussillon, et il contribua, le 4 juillet, à la prise de Castillon, où il resta en garnison jusqu'au mois de septembre. Renvoyé de nouveau à l'armée d'Italie, il se trouva, peu de jours après son arrivée, le 23 septembre, au combat de la Roquette, sur les rives du Tanaro, puis à la prise de Carpignano. Enfin, il eut ses quartiers d'hiver à Crescentino, où il resta pendant toute la campagne suivante.
En 1655, le régiment, dont le mestre de camp servait en Flandre, demeura inactif dans les garnisons du Piémont.
On le trouve l'année suivante au siège de Valenza, où, le 13 août, il rivalise de bravoure avec Auvergne pour repousser une sortie que firent les assiégés au moment même où l'armée espagnole attaquait nos lignes.
En 1658, il fait le siège de Mortara, et il y ouvre la tranchée, le 5 août, avec Normandie, à l'attaque de gauche.

#### Période de paix
En 1659, après le traité des Pyrénées, le régiment de Montpezat repassa les Alpes, et vint s'établir dans le Languedoc.
Il fit partie, en 1662, de l'expédition dirigée contre les révoltés du Boulonnais, et, son colonel, le marquis de Montpezat, ayant été pourvu du gouvernement d'Arras, il y fut mis en garnison et y resta jusqu'en 1669.

#### Guerre de Candie
Cette année, dans le cadre de la guerre de Candie il fut désigné pour passer dans l'île de Candie. Il s'embarqua à Toulon le 5 juin, arriva le 22 à Candie, et le 25 il se fit remarquer par sa bravoure dans la grande sortie de la garnison de cette place. 

Revenu en France au mois de septembre, le régiment retourna à Arras et demeura à la garde de cette place importante pendant les deux premières années de la guerre de Hollande.

#### Guerre de Hollande
En 1674, le vieux marquis de Montpezat se démit du régiment en faveur de son fils Jean François de Trémollet de Buccelli. 
Le nouveau colonel conduisit le corps à l'armée, et se fit remarquer, au mois de mai, à la tête de ses grenadiers, au siège du fort de Navagne siège du fort de Navagne, près de Maastricht. Quelques mois plus tard, il combattait à Seneffe.
Le régiment de Montpezat continua de servir en Flandre en 1675, et se distingua, au mois d'octobre, dans un combat livré sur les bords de l'Escaut, près de Weler.
En avril 1676, il fit partie de l'expédition que le maréchal d'Humières conduisit dans le riche pays de Waes. Le régiment se fit encore remarquer à l'escarmouche du pont de Locker et à la poursuite des Espagnols, qui ne se rallièrent que sous le canon de Termonde. Quelques jours après, il rejoignait l'armée du roi et assistait à la prise de Condé. Le régiment de Montpezat fit encore cette année les sièges de Bouchain et d'Aire.
Il servit, en 1677, sur la Meuse, entre Charleroi et Stenay.
En 1678, il fit les sièges de Gand et d'Ypres, et se trouva à la bataille de Saint-Denis.
La paix de Nimègue ramena le régiment à Arras.

#### Guerre des Réunions
En 1684, durant la guerre des Réunions, le régiment fit partie, de l'armée du roi qui couvrait les opérations du siège de Luxembourg. Le colonel de Montpezat servit en volontaire à ce siège, et y fut tué le 23 mai d'un coup de mousquet.
 Ce fut alors, et par brevet du 15 juin, que le régiment prit le titre de la province de Limousin, qu'il a toujours conservé depuis.

### Régiment de Limousin (1684-1791)

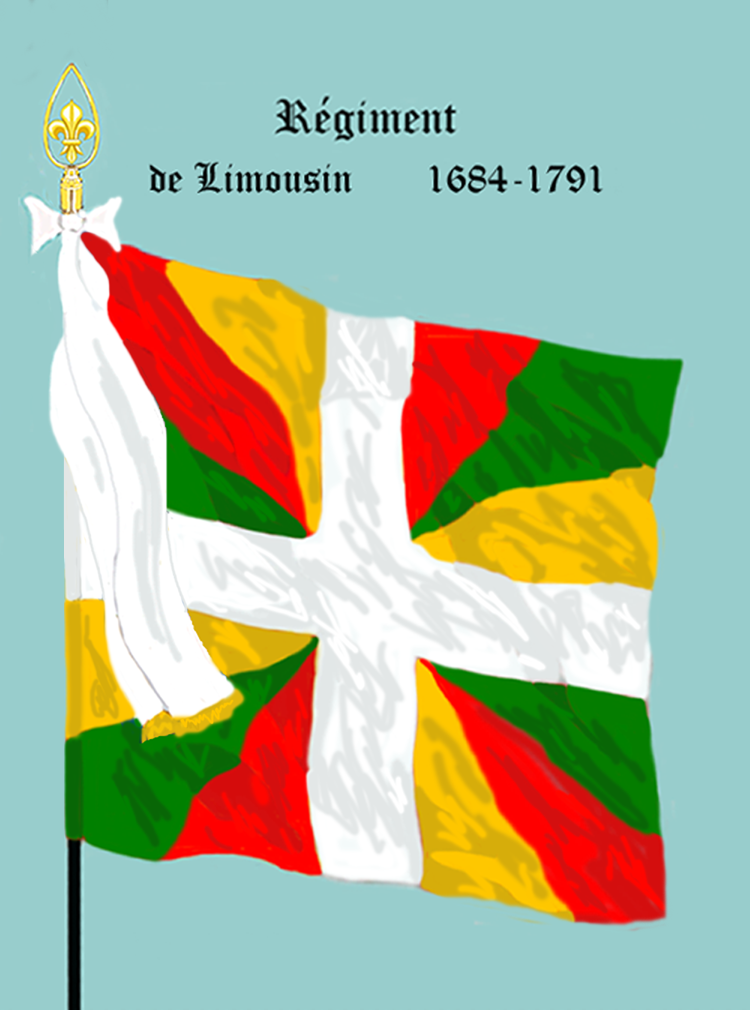
régiment de Limousin de 1684 à 1791

#### Guerre de la Ligue d'Augsbourg
En 1688, durant la guerre de la Ligue d'Augsbourg, le régiment de Limousin fait le siège de Philippsburg. Il se distingue à l'attaque du 27 octobre, en s'emparant de deux corps de garde palissadés. Il contribue ensuite à la prise de Mannheim et de Frankenthal.
L'année suivante, il sert en Allemagne sous le maréchal de Duras.
En 1690, il fait partie de l'armée de la Moselle, commandée par le marquis de Boufflers. Il joint au mois de juin l'armée du maréchal de Luxembourg, et combat à Fleurus
.
Porté à deux bataillons en 1691, il se rend en Piémont, coopère à la soumission des ville et château de Villefranche, de mont Alban, de Saint-Ospizio (Sant'Ospizio), de Nice, de Veillane, de Carmagnola, et il fait le siège de Montmélian.
Revenu en Flandre en 1692, il prend part aux opérations du siège de Namur, combat à Steinkerque et se trouve au bombardement de Charleroi.
En 1693, le régiment passe à l'armée du Rhin, où il occupe, dans l'ordre de bataille, l'extrême gauche de la 2e ligne.
L'année suivante, on le retrouve en Piémont. La campagne se passe sur la défensive, et, au mois de novembre, Limousin est mis en garnison à Pignerol, où il demeure jusqu'en 1696. Il est appelé cette année au siège de Valenza et y partage les travaux d'Auvergne jusqu'au moment où la déclaration de la neutralité de la Savoie amène, en août, la levée de ce siège par la signature du Traité de Turin avec le duc de Savoie.

#### Période de paix et Succession d'Espagne
Rentré peu après en France, après le traité de Ryswick, il fait la campagne de 1697, sur la Meuse, avec le maréchal de Boufflers.
À la fin de l'année 1700, dans le cadre de la Succession d'Espagne, Limousin se mit en route pour l'Italie.

#### Guerre de Succession d'Espagne
Il servit, en 1701, dans le cadre de la guerre de Succession d'Espagne, sous les ordres des maréchaux de Catinat et de Villeroy, et se trouva aux combats de Carpi et de Chiari. Le régiment fut ensuite jeté dans Mantoue, et il eut de nombreuses occasions de se distinguer pendant le long blocus de cette place.
Le régiment de Limousin, débloqué le 25 mai 1702, quitta Mantoue pour rejoindre l'armée, et se trouva aux combats de Santa-Vittoria et de Luzzara. Le régiment de Limousin coopérait ensuite à la prise de Guastalla et de Borgoforte.
En 1703, il fit d'abord partie du corps placé sous les ordres du prince de Vaudémont, gouverneur du Milanais, pour le roi d'Espagne, et partagea les travaux de Normandie au blocus de la forteresse de Bersello à Modène. Il rallia, le 10 mai, l'armée de Vendôme, et fit avec ce général l'expédition du Tyrol.
Après avoir hiverné dans le Montferrat, il servit, en 1704, aux sièges de Verceil et d'Ivrée, et commença celui de Verrue, qui se prolongea jusqu'au printemps de 1705.
Cette année, toujours rattaché à l'armée de Vendôme, il ouvrit la tranchée, le 19 avril, devant la Mirandole. Le 31 mai, pendant que le reste du régiment combattait à la cassine de Moscolino, les deux compagnies de grenadiers gardaient les retranchements de la tête du pont de la Chiesa. Le régiment de Limousin rejoignit ensuite combattit le 16 août à Cassano, et prit ses quartiers d'hiver à Carpenedole.
Le 19 avril 1706, à la bataille de Calcinato, les deux bataillons reçurent l'ordre de charger en flanc une colonne ennemie qui cherchait à percer notre centre. Cette manœuvre, parfaitement dirigée et engagée avec vigueur par le régiment, fut en grande partie cause du gain de la journée, et fit perdre bien du monde aux Impériaux. Le régiment de Limousin se rendit peu après devant Turin, et
se trouva, le 7 septembre, à la déroute de l'armée française sous les murs de cette ville. Deux jours après, à Castiglione, sous les ordres du comte de Grancey, il prenait une revanche de ce grand échec, auquel d'ailleurs il n'avait fait qu'assister l'arme au bras. Malgré le succès de Castiglione, le régiment fut obligé de repasser les Alpes et prit ses cantonnements en Provence.
En 1707, il participa à la défense de Toulon : on le chargea particulièrement de la garde des hauteurs de Sainte-Anne. Le 15 août, aidé du régiment de La Sarre, il chassa l'ennemi de la position de la Croix-Faron.
Pendant l'année 1708, le régiment Limousin servit en Maurienne. Il contribua à la prise de Césanne, et après la campagne il fut dirigé sur la Flandre.
Il se trouva, en 1709, à la grande bataille de Malplaquet, et il resta sur cette frontière jusqu'au 28 juin 1711. Il quitta alors la Flandre pour aller renforcer l'armée du Rhin.
Il revint sur ses pas au commencement de 1712, et se trouva cette année au célèbre combat de Denain, où l'audace de Villars sauva peut-être la France d'une ruine complète. Le régiment assista ensuite à la prise de Douai, du Quesnoy et de Bouchain.
Il fit, en 1713, les sièges de Landau et de Fribourg, et se distingua, le 13 octobre, en repoussant une sortie de la garnison de la dernière de ces places, dans laquelle il fut établi après la capitulation.

#### Guerre de la Quadruple-Alliance
En 1719, le régiment de Limousin engagé dans la guerre de la Quadruple-Alliance participe aux sièges de Fontarabie et de Saint-Sébastien et demeura jusqu'à la fin de l'année en observation sur la frontière de Navarre.

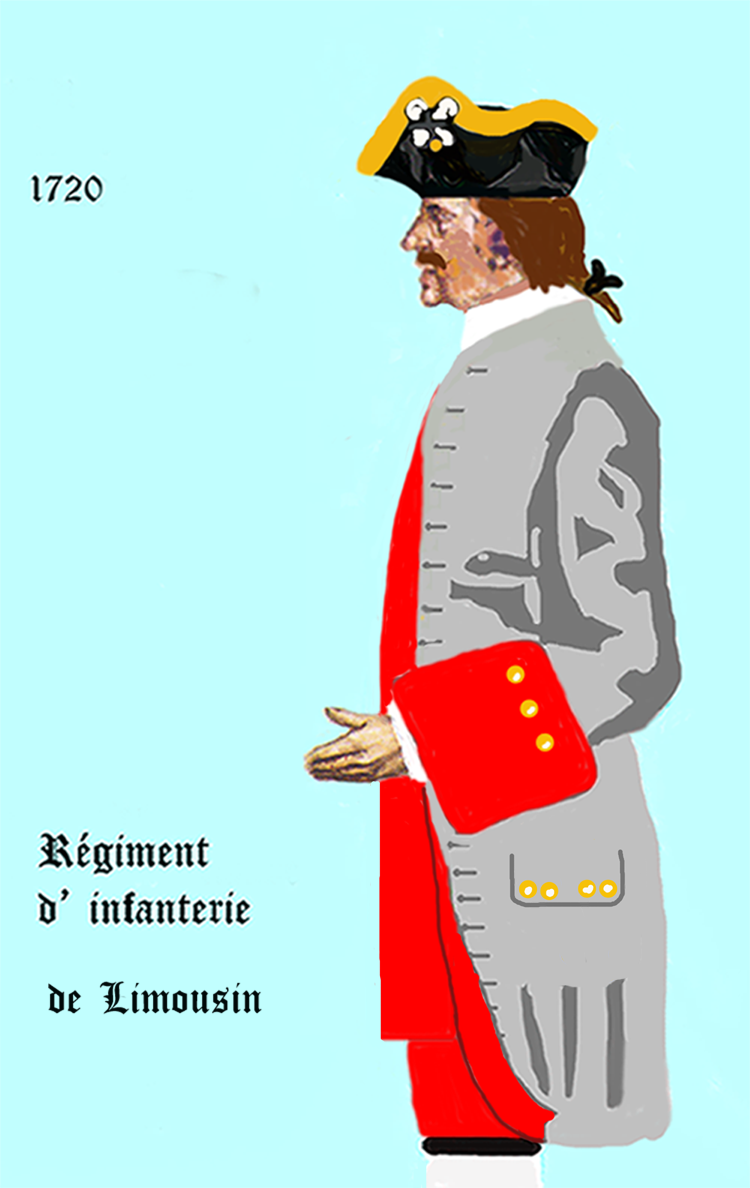
régiment de Limousin de 1720 à 1734

#### Période de paix
En 1727, il fit partie du camp de la Saône.

#### Guerre de Succession de Pologne
En 1733, engagé dans la guerre de Succession de Pologne, il participa à l'occupation de la Lorraine.
Il se rendit, en 1734, à l'armée du Rhin, se trouva à l'attaque des lignes d'Ettlingen et fut employé au siège de Philippsbourg.
En 1735, le régiment combat à Clausen puis prend ses quartiers à Marsal.

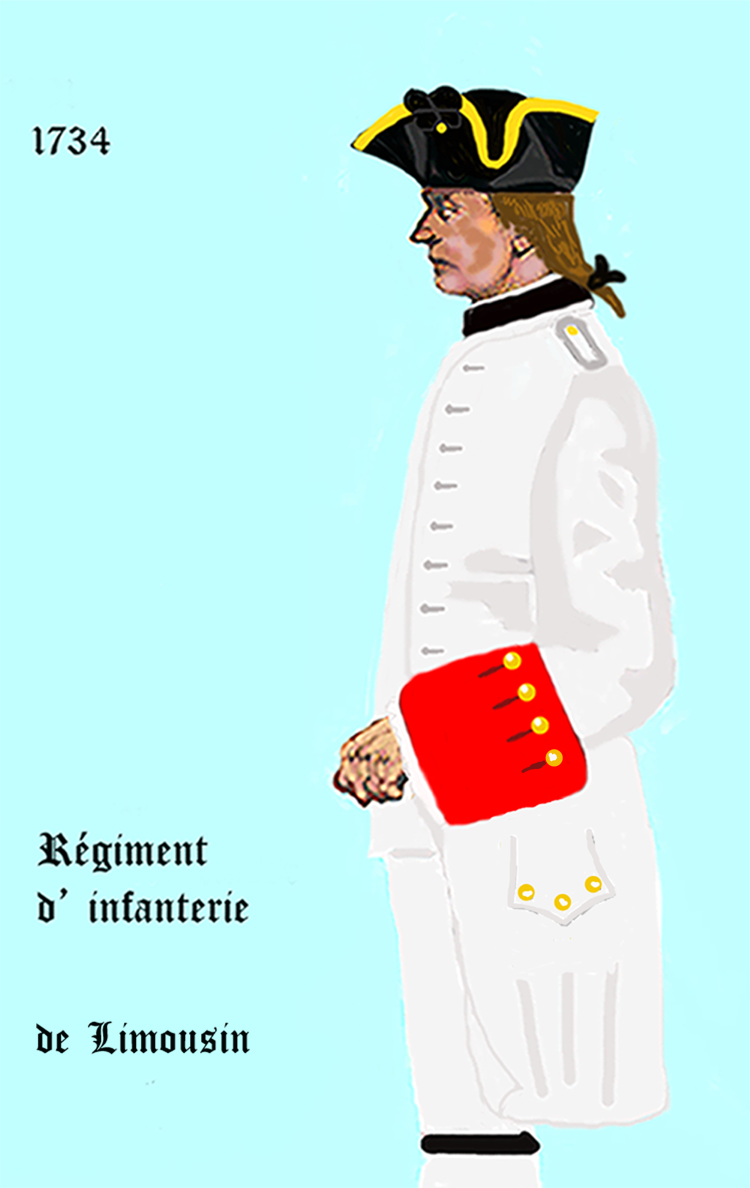
régiment de Limousin de 1734 à 1762

#### Période de paix
Appelé, en 1741, à faire partie de l'armée de Westphalie, commandée par le maréchal de Maillebois, le régiment de Limousin partit le 28 août du camp de Sedan avec la 1re division, et après plusieurs mouvements sur les bords du Rhin, il prit ses quartiers d'hiver à Dusseldorf, où il demeura jusqu'au mois d'août 1742 pour participer à Guerre de Succession d'Autriche.

#### Guerre de Succession d'Autriche
L'armée de Westphalie se mit alors en route pour opérer sa jonction avec l'armée de Bavière et porter secours aux troupes de Bohême. Le régiment servit à la prise d'Egra et, au mois de novembre, ses deux bataillons furent établis à Statt-Amhof pour couvrir la marche des gros bagages de l'armée du maréchal de Broglie. Il fut laissé dans ce poste pendant tout l'hiver pour garder les passages du Danube depuis Donaustauf jusqu'à Straubing. Les maladies et la misère le réduisirent alors à 350 hommes.
En avril 1743, la brigade de Limousin, comprenant un bataillon de Bourgogne, un de Médoc et un de Ponthieu, fut réunie à Amberg sous les ordres de M. de La Clavière, et partit le 15 pour ravitailler Égra et en relever la garnison. Cette brigade entra le 19 dans Egra.
 Ici commence pour le régiment une période de gloire et de souffrances. Le 4 juin, le comte Kolowrath arrive devant Egra et établit rigoureusement le blocus de cette place dont, depuis deux mois, des nuées de hussards et de pandours interceptaient déjà toutes les communications. Le 9, il somme le commandant, M. d'Hérouville, de se rendre. La garnison, restée seule au milieu de l'Allemagne, à 300 lieues de la France, voulait une capitulation honorable; mais le général autrichien exigeait qu'elle déposât ses armes et ses drapeaux. Officiers et soldats jurèrent qu'ils périraient plutôt que de rendre Egra à ces conditions, et beaucoup d'entre eux devaient tenir leur parole. Les propositions de Kolowrath furent repoussées, et le blocus fut resserré. Bientôt ces braves troupes furent en proie à la plus affreuse famine. On mangea les chiens; on
vendit au poids de l'or les rats et les souris, et l'équarrisseur de la ville fut soupçonné de trafiquer d'une viande dont l'idée seule fait frémir. Le soldat bientôt ne vécut plus que d'herbes crues et des entrailles des chevaux abattus pour la table des officiers. « La faim était telle par la vivacité du bon air, que toute la garnison demeurait d'accord que l'on ne pouvait satisfaire son appétit à aucun prix, et c'est néanmoins dans ce temps qu'il ne désertait personne et que l'on n'entendait aucun murmure. Le 25 août, jour de la fête du roi, les aumôniers célébrèrent la grand'messe avec pompe ; les officiers firent de la musique; le marquis d'Hérouville donna un grand diner, dont les derniers chevaux de la garnison firent les honneurs, et, sur le soir, les régiments en grande tenue prirent les armes pour faire une décharge de mousqueterie sur le rempart, et la gaieté françoise trouva moyen de suppléer, ce jour-là, à tout ce qui manquoit pour fêter le roi ». 
Les Autrichiens furent frappés d'admiration de tant de constance et de fermeté de cœur. Depuis ce jour, ils relâchèrent un peu la rigueur du blocus ; les pandours eux-mêmes souffrirent que les soldats vinssent couper des épis à trente pas de leurs postes ; quelques-uns même poussèrent l'humanité jusqu'à leur donner des pommes de terre. Enfin, le 7 septembre, il fallut se rendre sous peine de mourir de faim. La garnison, prisonnière de guerre, fut conduite en Bohême. Les officiers , parmi lesquels se trouvait Charles du Houx de Vioménil, mort maréchal de France, furent renvoyés en France sur parole
Échangé l'année suivante, Limousin passa l'année 1745 à se rétablir, et, en 1746, il se rendit à l'armée de Flandre. Dès le mois de janvier, il assiste au siège de Bruxelles, puis à celui de Namur, et enfin
à la bataille de Rocoux, où il faisait partie de la division du marquis Jean Hector de Fay de La Tour-Maubourg.
Il commence encore la campagne de 1747 à la grande armée de Flandre, passe le mois de mai au camp de Malines, se rend le 1er juin dans la Flandre hollandaise, demeure quelque temps à Anvers, et arrive enfin devant Berg-op-Zoom avec le comte de Lowendhal. Il se distingue à ce siège, et surtout au grand assaut du 16 septembre, où son 1er bataillon attaquait le bastion de gauche. Il quitta Berg-op-Zoom le lendemain de sa reddition et se rendit au camp de Kapellen.
Il fit, en 1748, le siège de Maastricht ; il y avait son poste au-dessus du château de Rasen.

#### Période de paix
En 1754, Limousin fit partie du camp de Sarrelouis, et en 1756 il était de celui de Cherbourg. Il
continua de servir sur les côtes de la Normandie pendant les quatre campagnes suivantes.

#### Guerre de Sept Ans
Durant la Guerre de Sept Ans il fit le campagnes de 1761 et 1762 en Allemagne. Il se fit remarquer, le 16 juillet 1761, auprès du régiment de Piémont et de la brigade irlandaise, au combat de Schedingen, dont le résultat heureux fut annulé par l'échec de Villingshausen.

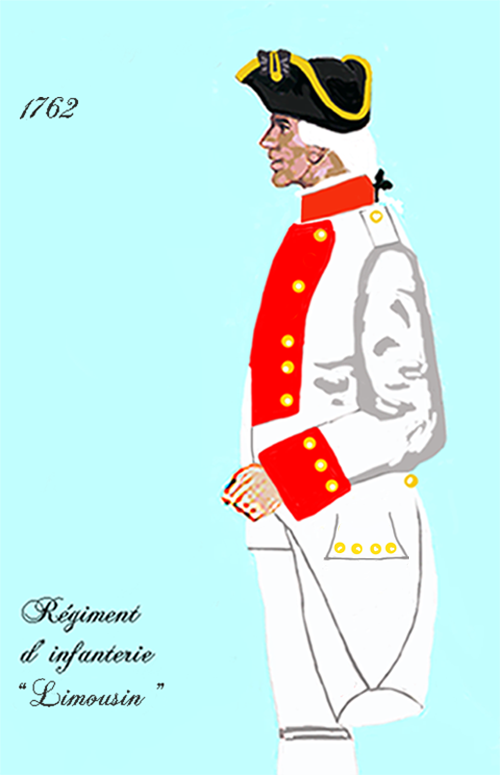
régiment de Limousin de 1762 à 1774

#### Période de paix
Lors de la réorganisation des corps d'infanterie français de 1762, le régiment de Limosin conserve ses deux bataillons. 
L'ordonnance arrête également l'habillement et l'équipement du régiment comme suit
Habit, veste et culotte blancs, parements et revers rouges, collet blanc, pattes ordinaires garnies de quatre boutons, autant sur la manche, quatre au revers et quatre en dessous : boutons jaunes et plats, avec le no 25. Chapeau bordé d'or.
A la paix, le régiment alla tenir garnison à Douai puis il se rendit ensuite à Condé en mai 1763, à Avesnes et Landrecies en avril 1764, à Huningue en novembre 1764, à Strasbourg en septembre 1766, à Landau en août 1767, au camp de Verberie en juillet 1769, et, après la levée de ce camp, au Havre.
Le 2e bataillon s'embarqua le 22 décembre 1770 pour la Martinique, et le 1er bataillon alla tenir garnison à Dinan en janvier 1771. Le 2e bataillon, après un séjour de moins d'une année aux Antilles, était de retour au Havre le 11 décembre 1771, et le régiment tout entier fut envoyé à Verdun en mai 1772. Il est allé ensuite à Longwy, en septembre 1773, à Metz en octobre 1774, et à Thionville en novembre 1778.

Les détachements du régiment qui étaient resté aux Antilles forment, le 18 août 1772, le régiment de la Martinique et le régiment de la Guadeloupe.

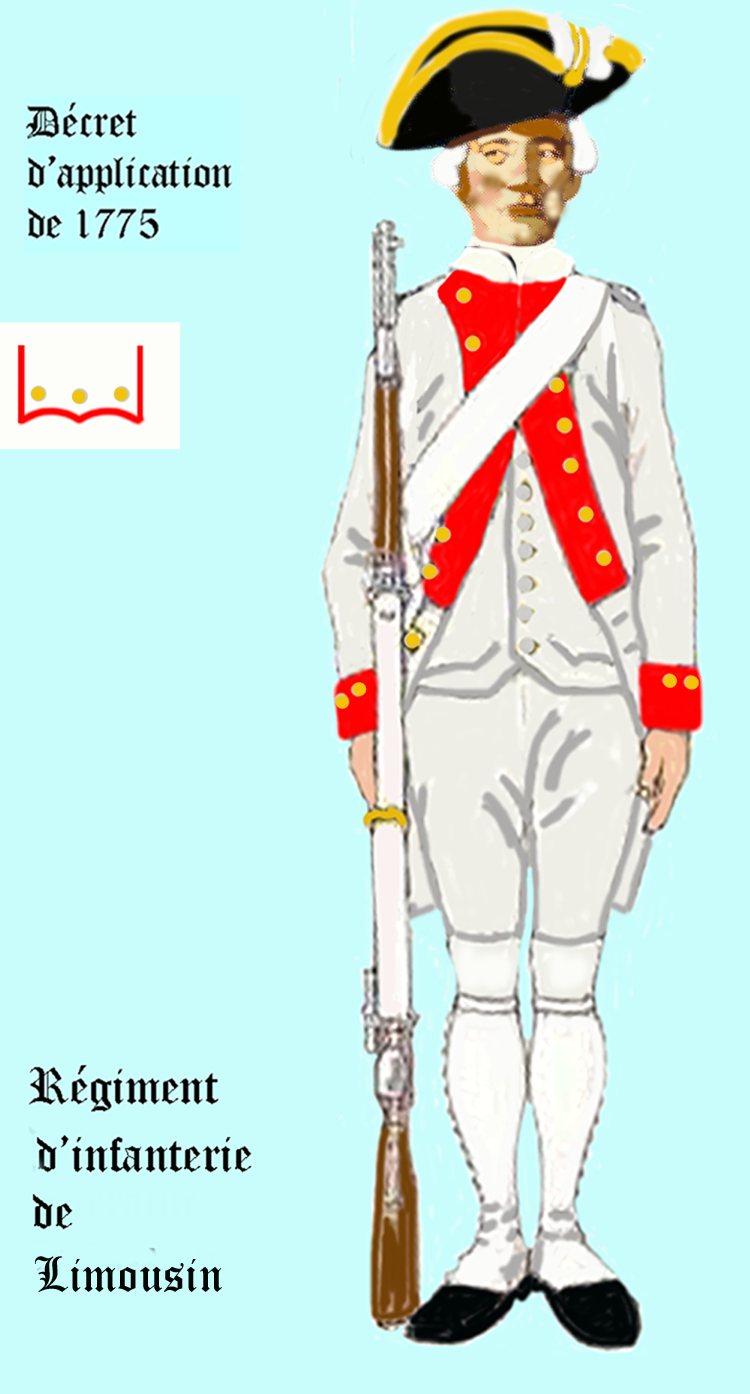
régiment de Limousin en 1775
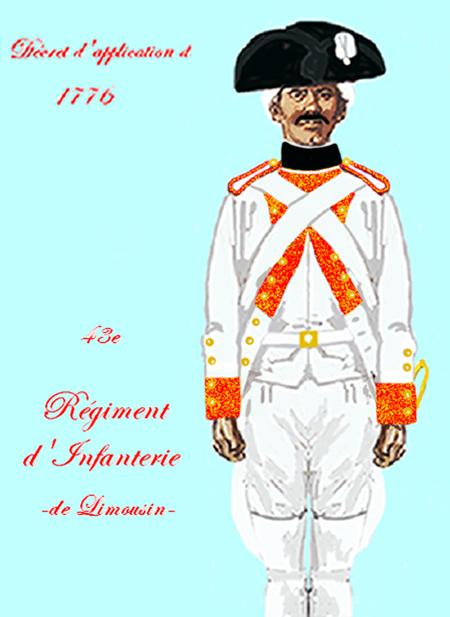
régiment de Limousin de 1776 à 1779

#### Guerre d'indépendance des États-Unis
Pendant la guerre d'Amérique, de 1779 à 1780, le régiment de Limousin fut employé sur les côtes de la basse Normandie, et il occupa successivement Avranches, Mortain, Cancale, Granville et Coutances, Honfleur et Pont-Audemer.
En novembre 1780, il fut réuni à Brest et fournit alors des détachements pour la garnison des vaisseaux.
Il quitta Brest en octobre 1781 pour se rendre à Saint-Omer et Béthune, d'où il passa à Dunkerque en octobre 1782 et à Toulon en avril 1783.
Il s'embarqua, dès son arrivée dans cette ville, pour la Corse, et arriva le 1er mai à Ajaccio, où il est resté en garnison jusqu'au mois de décembre 1792.

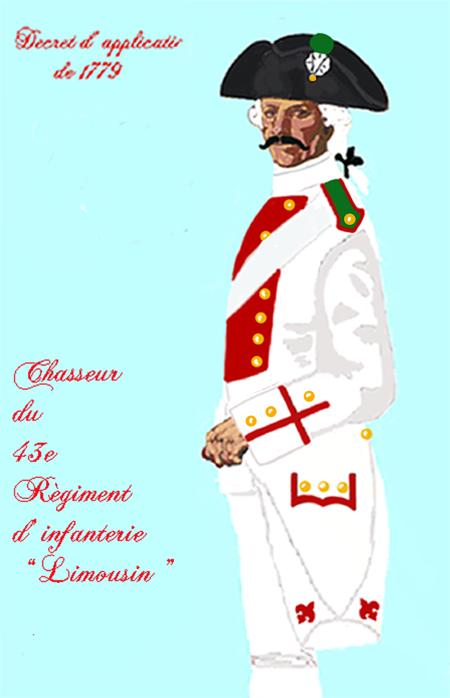
régiment de Limousin de 1779 à 1791

### 42erégiment d'infanterie de ligne ci-devant Limousin (1791-1794)
L'ordonnance du 1er janvier 1791 fait disparaître les diverses dénominations, et les corps d'infanterie ne sont désormais plus désignés que par le numéro du rang qu'ils occupaient entre eux. Ainsi, 101 régiments sont renommés. Les régiments sont toutefois largement désignés avec le terme ci-devant, comme 42e régiment d'infanterie ci-devant Limousin.

#### Guerres de la Révolution française
Le régiment reçut, à cette époque, l'ordre de se rendre à l'île Saint-Pierre pour s'embarquer sur la flotte de l'amiral Truguet qui devait opérer une descente en Sardaigne. Le jeune Napoléon Bonaparte faisait partie du corps expéditionnaire et allait faire ses premières armes. L'entreprise, contrariée par la tempête, n'eut point de succès, et le régiment de Limousin rentra à Ajaccio au commencement de mars 1793.
Rappelés peu après sur le continent, les deux bataillons du régiment furent dirigés sur l'armée des Alpes, et, dans le courant de 1794, ils servirent de noyaux à la formation des 
- 83e demi-brigade de première formation, formée le 29 juillet 1794 avec :
  - le 1er bataillon du 42e régiment d'infanterie (ci-devant Limousin)
  - le 2e bataillon de volontaires de l'Isère
  - le 4e bataillon de volontaires de la Drôme
- 84e demi-brigade de première formation, formée le 2 janvier 1795 avec :
  - le 2e bataillon du 42e régiment d'infanterie (ci-devant Limousin)
  - le 2e bataillon de volontaires du Cantal
  - le 4e bataillon de volontaires de Rhône-et-Loire

Ainsi disparaît pour toujours le 42e régiment d'infanterie ci-devant Limousin, partageant le sort de tous ces vieux régiments qui depuis deux siècles avaient défendu si intrépidement la patrie contre toutes les coalitions.

## Personnalités

### Louis de La Palud (militaire)
Louis de La Palud comte de Bouligneux avait commandé le régiment d'infanterie de Limousin, lorsqu'il fut créé brigadier, le 30 mars 1693. Il obtint le grade de maréchal de camp, le 29 janvier 1702, et celui de lieutenant général, le 10 février 1704. Il fut tué au siège de Vérue, le 14 décembre 1704.